# Naturgarten
Der Naturnahe Garten, Ökogarten oder Naturgarten hat einen integrativen Ansatz zwischen Mensch und Natur. Im Naturgarten werden heimische Wildtiere und Wildpflanzen (Fauna und Flora) besonders gefördert. Die Gestaltung orientiert sich an den Vorbildern der Natur. Das Bild des Naturgartens gleicht meistens einem natürlich gewachsenen Raum, die jedoch von Menschenhand geplante, angelegte und gepflegte Räume sind. Bei jüngeren Entwürfen sind zunehmend auch formale Elemente vorhanden. Bei der Bepflanzung werden einheimische Arten bevorzugt, die langlebig sind und wenig Pflege benötigen (Nachhaltige Pflanzungen und Ansaaten).

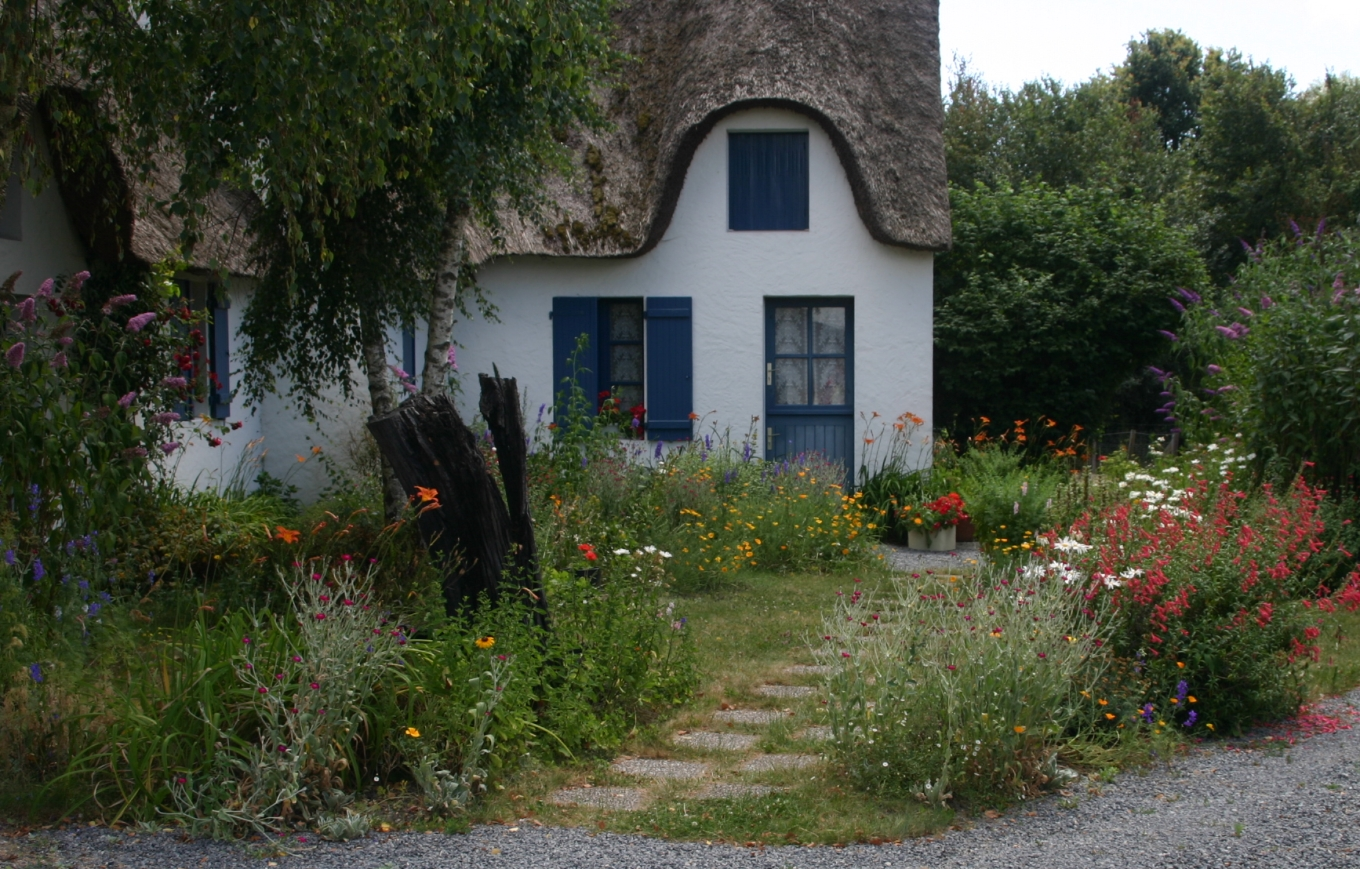
Naturgarten in Frankreich

Diese Gartenräume werden geschaffen, um in Siedlungsräumen einen Beitrag zum Naturschutz und zur Erholung des Menschen zu leisten. Es gibt auch pädagogisch motivierte Naturgärten, um dem Menschen die Natur näherzubringen. Im Naturgarten wird die nachhaltige Bauweise und Bewirtschaftung angestrebt. Die Kriterien des Naturgartens sind weniger formaler Art, sondern ein Ausdruck einer gärtnerischen Auseinandersetzung mit der Natur.

## Aktuelle Anwendungsbereiche

### Freiraumtypen des Naturgartens

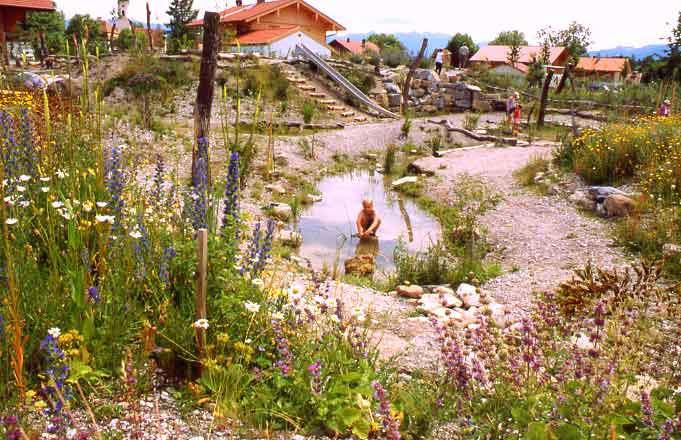
Naturnah gestalteter Spielraum in Eglfing (Oberbayern) mit Wildblumenhügeln, Feuerplatz, Wasserspielgelände, Holzschnitzereien, Felsenkletterwand, Burgberg

- Siedlungsgarten im urbanen und periurbanen Raum
- Private und gemeinschaftliche Gärten
- Institutionelle, pädagogisch geprägte Räume von Schulen und Sozialeinrichtungen
- Spielräume
- Firmenareale[2]
- Öffentliche Räume, städtische Parks
- Verkehrsbegleitgrün

### Pflanzenverwendung

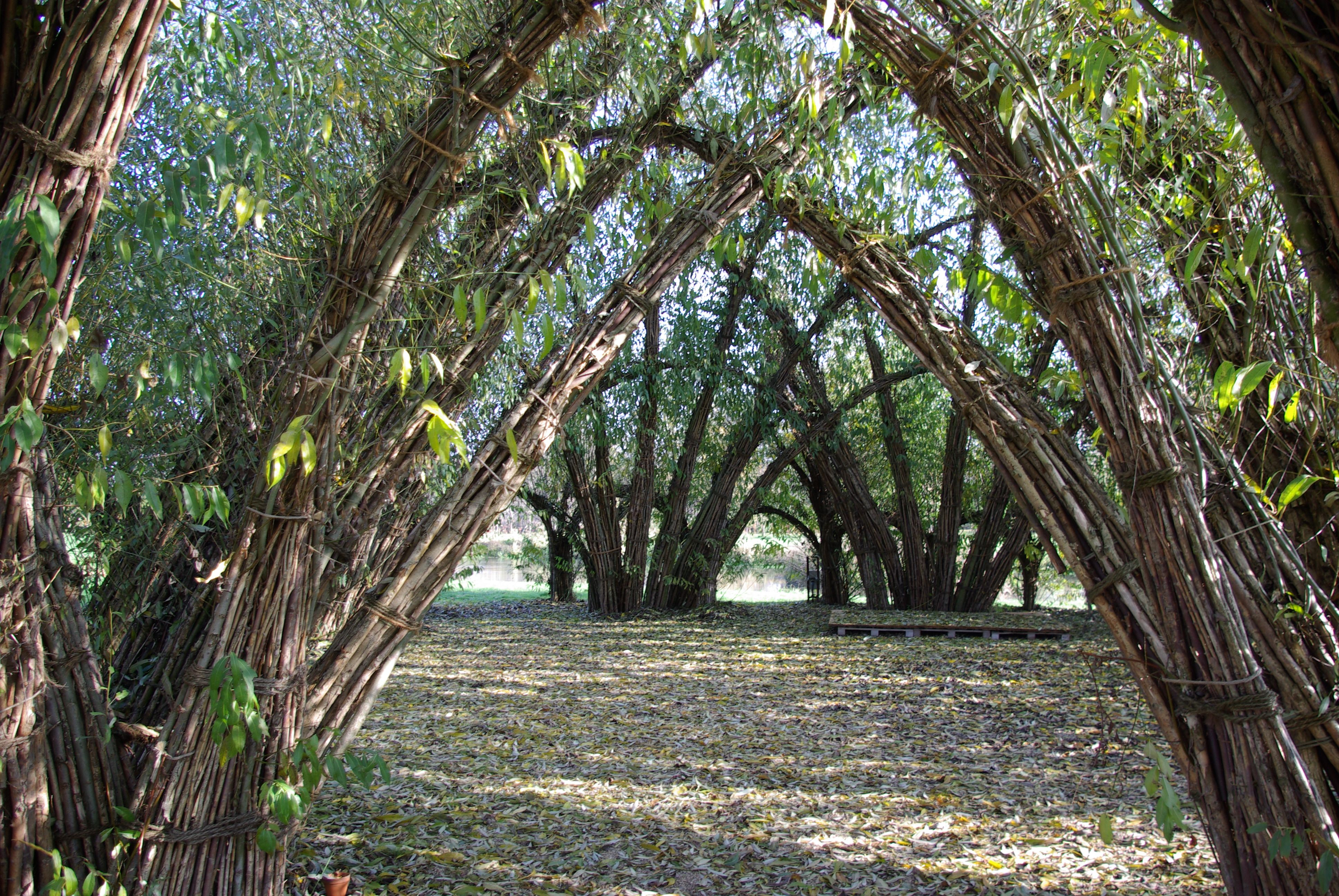
Weidenbau in Schlepzig (Brandenburg). Der Weidendom ist ein aus lebenden Weiden errichtetes Gebäude.

Pflanzengesellschaften der Natur finden eine Adaption im Naturgarten. Dazu gehören zum Beispiel:
- Staudenverwendung: Ruderalvegetation, Extensivgrünland, Trockenstandorte und wechselfeuchte Standorte, Heckensaum und Schattenflora
- Gehölze: Solitäre und Wildhecken

Weitere Themen sind:
- Weidenbau
- Themengärten wie Heil- und Kräutergarten oder Wildpflanzen für die Küche (Kräuterspirale)
- Fassaden- und Dachbegrünung
- Gemüsegarten, siehe: Biogarten
- Landwirtschaft, siehe: Permakultur

### Bautechniken
Es wird eine nachhaltige Bauweise angestrebt, die die Ressourcen Boden und Wasser schont. Dieses wird durch möglichst geschlossene Kreisläufe des pflanzlichen und mineralischen Materials, durch Recycling und die Verwendung von natürlichen und regional produzierten Baustoffen und Pflanzen erreicht.
- Natursteinmauern und Treppen in Trockenbauweise (ohne Bindemittel)
- Natursteinbeläge
- Holzkonstruktionen
- Kiesflächen
- Naturteiche
- Retentionszonen für die Entwässerung (Dachwasser, Wege, Plätze)

### Kleinklimazonen und Naturgartenelemente
In naturnah gestalteten Gärten wird, um eine hohe Artenvielfalt auf begrenzter Fläche zu erreichen, oft eine Vielzahl verschiedener Kleinklimazonen sowie eine starke Strukturvielfalt angestrebt. Diese können z. B. sein:
- Natursteinmauern, Steinhaufen und andere Wärmespeicher
- Wasserflächen und feuchte/trockenfallende Standorte
- Totholzelemente, Benjeshecken
- offene Bodenbereiche für im Boden nistende Insekten wie Wildbienen, Sandarium
- Magerstandorte für Wildblumen
- Gehölze und Wildsträucherhecken

## Geschichtliches zum Naturgarten

### Ab 1770
Der Naturgarten lässt sich als eigene Stilepoche kaum festmachen. Den Begriff Naturgarten finden wir bereits im 18. Jahrhundert im Zusammenhang mit der Diskussion rund um den Landschaftsgarten. In Deutschland wurde im späten 18. Jahrhundert über einen eigenen, dem englischen Gartenstil abgeleiteten „Naturgarten“ diskutiert. Der „Deutsche Naturgarten“ sollte sich durch mehr „Sachlichkeit“, „Naturwissenschaftlichkeit“ und weniger „Idealisierung von Natur“ vom Englischen Garten unterscheiden. Dadurch wurde ein Aspekt in den Naturgarten eingebracht, der auch heute noch ein Thema geblieben ist. Der „Deutsche Naturgarten“ blieb jedoch mehr ein theoretisches Konstrukt, das die Gartenkunst zwar geprägt, aber keinen eigenen Gartenstil hervorgebracht hat.

### Ab 1800
Der Landschaftsgarten im 19. Jahrhundert hat alle nachfolgenden Gartenströmungen beeinflusst, deshalb kann hier nur ein kleiner Aspekt erwähnt werden: Der späthistoristische Landschaftsgarten des ausgehenden Jahrhunderts hatte das aufstrebende Bürgertum repräsentiert. Der Garten wurde zunehmend zu einem Betätigungsfeld des Bildungsbürgers, der Arboreten, Alpinen und weitere naturwissenschaftlich motivierte Themen in den Garten gebracht hatte. Die Auseinandersetzung mit der Natur ist als Aspekt in der Naturgartenbewegung erhalten geblieben.

### Die Wende zum 20. Jahrhundert
Die Jahrhundertwende nimmt eine Schlüsselposition ein, da hier die Anstöße für verschiedene Impulse gegeben wurden.

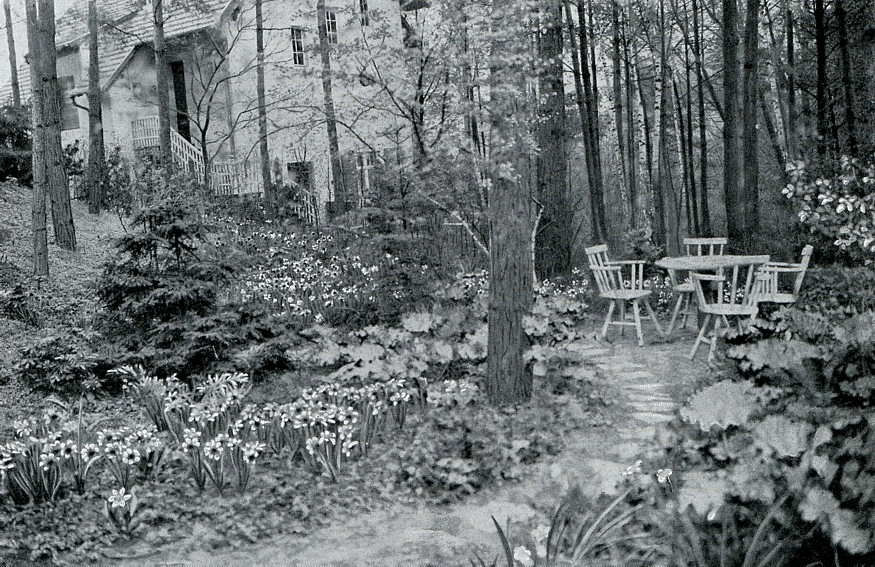
Gartengestaltung von Willy Lange in Berlin-Wannsee um 1920

Pflanzen mit Einheimischen im Reformgarten: 
Die Verwendung einheimischer Arten wurde in der Jahrhundertwende „en vogue“, nach einer längeren Dekade des Sammelns möglichst exklusiver Exoten. Die Definition einheimischer Arten war allerdings weit gefasst und die Abgrenzung zwischen Wildformen und gärtnerisch gezüchteten Sorten wurde nicht gemacht. Es wurde sogar gezielt mit gezüchteten Sorten kombiniert. Dieser Naturgarten hat sich am natürlichen Bild orientiert während die ökologische „Funktion“ nur wenig ein Thema war.
Die Geburtsstunde der Natur und Heimatschutzvereine: Natürlich hochwertige und ästhetische Landschaftsgebiete wurden von den Protagonisten der aufkommenden „Natur- und Heimatschutzbewegung“ als „Naturschutzgebiete“ oder manchmal auch als „Naturgärten“ deklariert. Letztere waren im Sinne einer Volksaufklärung gedacht.
Der Biologische und Biodynamische Landbau:: Ein weiteres Thema waren die Ideen der Landwirtschaft, die erste Pioniere des biologischen Landbaus hervorbrachten. Das Thema der natürlichen und biologischen Bewirtschaftung ist entstanden.

### Ab 1900
Erst im 20. Jahrhundert wurde der Naturgarten als eigene Stilrichtung etabliert. Allerdings bleibt er eine Strömung innerhalb des „Gartens im 20. Jahrhundert“ der durch die Moderne geprägt ist. Entsprechend verlaufen die Entwicklungen des Naturgartens zeitlich parallel mit denen des Reformgartens, des Architekturgartens, des Landschaftlichen Wohngartens und den Gartenschöpfungen der Postmoderne. Einerseits grenzen sich die genannten Stile deutlich und besonders intellektuell voneinander ab, und dennoch findet man in den einzelnen Gartenstilen immer wieder gleiche oder sich ähnelnde Aspekte. Gemeinsam haben alle, dass die erwähnten Gartenformen als Abbild einer gesellschaftlichen Auseinandersetzung mit dem Naturverständnis und -Verhältnis interpretiert werden können.
Im Zuge der fortgeschrittenen Industrialisierung, der Globalisierung und der Säkularisierung hat sich ein individualisiertes Naturverständnis entwickelt. Der „Garten der Moderne“ dürfte sich dadurch abzeichnen, dass er von unterschiedlichen Auffassungen Verhältnis von Mensch und Natur ausmacht.
Der Naturgarten ist stark aus privaten, pädagogischen oder Naturschutz-Initiativen entstanden. Während die anderen Stilrichtungen ihre Protagonisten aus den Reihen der Gartengestalter, Stadtgärtner etc., also aus Schlüsselpositionen der grünen Branche stammen. Darum hat sich der Naturgarten als „Laienbewegung“ etabliert. Eine Definition, die beidseitig gepflegt wurde, um sich gegenseitig abzugrenzen aber gegenwärtig eher hinderlich sein dürfte. Gartenbaubetriebe haben ab den 1980er-Jahren die Thematik aufgenommen und weiterentwickelt. Durch die breiter werdende gesellschaftliche Abstützung von Umweltthemen gerät die naturnahe Gartengestaltung wieder vermehrt in den Fokus der Allgemeinheit.

## Charakterisierung des Naturgartens im 20. Jahrhundert
Die Gartenhistorikerin Anja Löbbecke unterteilt die Naturgartenbewegung in drei Hauptströmungen: „Biologische und ökologische Gartenkunst“ (Beginn des 20. Jahrhunderts), „Privater Naturschutz“ (1970er Jahre) und „Funktion für den Menschen“ (ab den 1980er Jahren).
Überwiegend von interessierten Laien und engagierten Umweltaktivisten getragen, ist die Naturgartenbewegung bis heute durch ein ambivalentes Verhältnis zur historischen Gartenkunst und professionellen Landschaftsarchitektur gekennzeichnet. Besonders die Akteure der 1970er Jahre kritisierten die etablierte Landschaftsarchitektur ihrer Zeit, wandten sich gegen Umweltzerstörung sowie gegen „entfremdete Gartenkultur“ und wollten ihr Anliegen nicht gärtnerisch verstanden wissen. Typische Publikationen legten damals den Fokus auf konsequenten Natur- und Umweltschutz und definierten den Garten primär als Lebensraum für Flora und Fauna.
In den 1980er Jahren setzte man sich wieder stärker mit der etablierten Gartenkultur auseinander und verankerte innerhalb des „Natürlichen“ eine soziale Komponente. Als Standardwerk jener Phase gilt das 1986 erschienene Buch „Der andere Naturgarten“ des Schweizer Geografen und Landschaftsgärtners Andreas Winkler. Ehemals als Chemielaborant in der agrochemischen Forschung tätig, engagierte sich Winkler in den achtziger Jahren im Natur- und Umweltschutz und wandte sich mit seiner Naturgartenidee „gegen das Zwanghafte, gegen das Bekämpfen von Leben mit Unkrautvertilgern und Insektiziden“ sowie gegen Gartenarchitekten und ihr „sinnentleertes, architektonisch-geschmäcklerisches Geplänkel“. Er wollte in seinem „anderen Naturgarten“ etwas Revolutionäres sehen sowie den Menschen zu einem Aufbruch in eine bessere Zukunft leiten und berief sich dabei explizit auf die planungskritischen Schriften der Kasseler Schule der Landschafts- und Freiraumplanung der frühen achtziger Jahre.
Der Naturgarten ist ein regionales Phänomen, das von wenigen Akteuren unterschiedlich geprägt wird. Der Biologe, Journalist und naturnahe Grünplaner Reinhard Witt schreibt dazu: „Es sind und waren immer wenige Personen, die diese Geschichte [Anm: des Vereins Naturgarten e. V.] vorangetragen haben. […] Diese Personen wechseln, so als ob die Lebensinteressen und Energie eines Menschen nicht lange genug hielte für all die Wege und Irrwege des Naturgartens.“
Trotz der regionalen Prägung und der kleinen Personenzahl des Naturgarten e. V. ist dieser Verein für naturnahe Garten- und Landschaftsgestaltung bundesweit gut vernetzt.

### Der Naturgarten in den Niederlanden
Er gilt als eine Urform, da seine Entwicklungsgeschichte fast lückenlos bis ins späte 19. Jahrhundert zurückverfolgt werden kann. In den Niederlanden sind die Auseinandersetzungen und Zerreißproben rund um den Naturgarten nicht ausgeprägt geführt worden. Es scheint, dass dadurch das allgemeine Verhältnis deutlich entspannter ist als im deutschen Sprachgebiet. Die Projekte sind oft in einen pädagogischen Kontext eingebettet und haben typischerweise den Charakter einer Miniaturlandschaft.

### Der Naturgarten in Deutschland
Deutschland hat eine „stille“ Vorreiterrolle, da die Impulse oft von hier stammen. Die Naturgartenbewegung wurde aber in den 1930er Jahren durch völkische Tendenzen empfindlich geschwächt. Ab den 1970er Jahren wurde an der Kasseler Schule der Landschafts- und Freiraumplanung zum Thema Spontanvegetation im Siedlungsgebiet intensiv geforscht, was wiederum eine theoretische Grundlage für den Naturgarten geboten hätte. Die praxisorientierte Anwendung wurde jedoch in den Niederlanden und in der Schweiz angetrieben.

### Der Naturgarten in der Schweiz
Die (deutschsprachige) Schweiz gilt als Pionierland, weil von hier viel Praxiserfahrung stammt. Es sind im öffentlichen Raum Projekte umgesetzt worden (Grün 80 Basel, Irchelpark Zürich), die den Naturgarten breit bekannt gemacht haben. Das Angebot von Naturnahen Gartenbaubetrieben und Wildpflanzenproduzenten ist in der Schweiz vergleichsweise gut abgedeckt und deren Arbeitsweisen mit Richtlinien geregelt.

## Institutionen

### Vereine, Interessensvertretungen
Im Laufe einer Professionalisierung haben sich verschiedene Interessensgemeinschaften gebildet, die sich mit der Naturgartenthematik befassen.
- Deutschland, siehe: Naturgarten e. V.
- Schweiz: In der Schweiz bildete sich 1987 als Zusammenschluss naturnaher Gartenbaubetriebe der „Verband Natur Garten VNG“, vormals „Verein für naturnahe Garten- und Landschaftsgestaltung VNG“. Dem Verband gehörten zwischen 20 und 30 Fachbetriebe an, die nach eigenen Richtlinien arbeiteten sowie Einzelmitgliedschaften. Ab 1995 erschien die vereinseigene Zeitschrift „Naturwärts“. Seit 2008 kam es zu einem Zusammenschluss des VNG mit Bioterra und dem Verein der Biogärtner. Seither werden die Interessensgruppen gemeinsam vertreten. Es gehören rund hundert Fachbetriebe (Gartenbauer, Planungsbüros und Gärtnereien), sowie rund 13.000 Einzelmitglieder zu Bioterra. Bioterra bietet eine Zeitschrift, diverse Kursangebote, Direktverkauf, Tagungen etc. für ihre Mitglieder an. Die Stiftung Natur und Wirtschaft fördert die naturnahe Gestaltung von Firmenarealen.
- Österreich: Aus einer Niederösterreichischen Initiative hat sich die länderübergreifende Bewegung „Natur im Garten“ gebildet. Ihr Ziel ist, dass private und öffentliche Gärten und Grünräume ohne chemisch-synthetische Pestizide und Dünger und ohne Torf ökologisch gestaltet und gepflegt werden. Daneben gibt es das „REWISA-Netzwerk“, eine österreichweite Vereinigung naturnahe und regional arbeitender Unternehmen, die Beratung, Planung und Ausführung aber auch Pflanzen, Saatgut und Baustoffe aus regionaler Herkunft – auf Wunsch auch aus biologischer Produktion – stellen.
- Niederlande: Die Stiftung Oase entstand Anfang der 1990er Jahre auf eine Dokumentation von Naturgartenobjekten in Holland. Die Stiftung organisiert Exkursionen, gibt die Zeitschrift „OASE“ heraus und publizierte bisher zwei Gartenführer. Das Zentrum Oase im „Oasegarten zu Beungingen“ ist das Dach verschiedener Fachbereiche: 'Wilde Weelde' für Gärtner, Samenproduzenten und Fachplaner. Weiter gibt es eine Fachgruppe für den naturnahen Gartenunterhalt und schließlich „Springzaad“, die Interessengemeinschaft für Kinder und Natur. Der naturpädagogische Zweig ist zum Schwerpunkt geworden.

### Lehrgänge
Es werden verschiedene Naturgarten-Lehrgänge angeboten. Man findet Tageskurse zu allen möglichen Themen, von pragmatischen Bauanleitungen, Pflanzenlehrkursen, Permakulturkursen bis hin zu Erfahrungskursen mit esoterischer Färbung. Sie richten sich entsprechend an alle möglichen Zielgruppen. Für den Gartenprofi gibt es mehrjährige Weiterbildungen. Durch die zunehmende Nachfrage und Anforderung nach nachhaltigem Gartenbau ist auch das Interesse an solchen Lehrgängen gestiegen.

## Kritik am Naturgarten
Fachkundige Kritiker, wie der Zürcher Landschaftsarchitekt, Professor Dr. Dieter Kienast, haben die Diskussion um den Naturgarten seit den achtziger Jahren teilweise nachhaltig geprägt. Kienast verurteilte die künstliche Anlage natürlich erscheinender Biotope in dafür ungeeigneten Stadtarealen als fadenscheiniges „Öko-Design“, welches die wahren Qualitäten der Umwelt lediglich verschleiert. Aufgrund der wertkonservativen, teilweise antimodernistischen und kunstfeindlichen Haltung der Naturgartenbewegung war er zudem der Ansicht, „dass sich zur Fortschrittlichkeit der Naturgärtnerei auch ein gehöriges Stück restaurativen Gedankenguts gesellt. […] Hier steht der zukunftsorientierten Gesinnung in gesellschaftlichen Fragen eine durch Unkenntnis und unkritische Rezeption gekennzeichnete, konservative Haltung in kulturellen Fragen gegenüber.“ Diese Ansicht wird noch heute von Teilen der Fachwelt vertreten.
Ein zweiter Kritikpunkt betrifft die einseitige Bevorzugung von einheimischen und die strikte Ablehnung ausländischer Pflanzen im Naturgarten. Viele der heute geschätzten Kulturpflanzen, wie zum Beispiel die Kartoffel, stammen jedoch ursprünglich nicht aus Mitteleuropa, und die Verbreitung bestimmter Pflanzenarten verändert sich global betrachtet infolge wechselnder Klimabedingungen fortwährend. Schon zu Keltenzeiten wurden in Mitteleuropa Pflanzen eingeführt, die heute als einheimisch gelten. Dem Problem einer fehlenden eindeutigen Definition von „einheimisch“ wurde in der Biologie begegnet, indem man das Jahr der Entdeckung Amerikas, 1492 als Scheidepunkt festlegte. Alle nach 1500 eingeführten Arten gelten als „nicht einheimische“ neobiotische Pflanzen. Diese normative Festsetzung wird in Fachkreisen immer wieder infrage gestellt.
Als weiterer Kritikpunkt am Naturgarten wird die Einschränkung der Gestaltungsmöglichkeiten angeführt. Diese Kritik wird gelegentlich von Gärtnern geäußert, die sich nach jahrelangem Engagement vom naturnahen Garten distanzierten.